# Cors Muts
La festa dels Cors Muts és una celebració popular molt arrelada en alguns barris de Barcelona que té lloc el dilluns de Pasqua Granada i el cap de setmana anterior. Hi participen agrupacions corals humorístiques o cors de la Barceloneta i del Raval, que són entitats formades tradaicionalment per homes, però ara també per dones, que aquests dies organitzen cercaviles i més actes als barris respectius.
El dissabte anterior a la Pentecosta els cors, formats sobretot per homes, organitzen un aplec i marxen fora de la ciutat a passar un cap de setmana junts, en un ambient totalment festiu, acompanyat de bon menjar i bon beure. Abans de marxar, però, fan una desfilada pel barri per acomiadar veïns i familiars, abillats amb la indumentària característica. Dilluns a la tarda, quan tornen, fan una gran cercavila on els membres del cor surten fins ben entrada la nit.

## Motiu
Els Cors Muts s'emmarquen dins la celebració de la Pasqua Granada o Pentecosta, festivitat en què el cristianisme commemora el descens de l'Esperit Sant sobre els deixebles de Jesucrist el dia de la Pentecosta jueva de l'any 30. Amb aquesta epifania els deixebles quedaren infosos d'una gran saviesa i d'un important do de llengües que els va permetre d'anar pel món a predicar. Per això la Pasqua Granada també commemora el naixement de l'església cristiana i l'inici de la propagació de l'evangeli arreu del món.

## Història
L'origen de la festa dels cors, dits muts perquè ja no canten, està en la combinació de dos elements que han donat aquest resultat després de molts anys. D'una banda, aquestes agrupacions corals s'originen a mitjan segle xix per iniciativa del músic, poeta i polític Josep Anselm Clavé, que va voler crear tot un moviment cultural per donar ocupació als obrers que, un cop acabada la feina, passaven la resta d'hores a la taverna. L'any 2001 la tradició dels Cors Muts va rebre el reconeixement de l'ajuntament, que li va atorgar la Medalla d'Honor de Barcelona.

## Elements d'interès
Molts dels components dels cors porten algun estri gegant que té a veure amb l'origen de cadascun. Per exemple, al Raval els estris més habituals són els relacionats amb la cuina: menjar, graelles, forquilles, culleres, ganivets, etc., perquè quan els grups anaven a l'aplec de Sant Mus ja portaven aquests elements en gran format i s'ha volgut mantenir. A la Barceloneta, en canvi, els estris de les colles tenen relació amb oficis de mar –pescadors, mestres d'aixa…–, que eren els més habituals del barri; per això, hi predominen els timons, els rems, les destrals o les agulles de fusta per a reparar xarxes, entre més.
- Desfilada de comiat: Dissabte al matí els cors fan una desfilada pel barri per acomiadar les famílies i els veïns abans de marxar a l'aplec tot el cap de setmana. En aquesta ocasió els membres de la colla surten ben polits i amb l'element identificatiu que els representa, acompanyats de bandes de música.
- Cercavila de tornada: Dilluns a la tarda arriben, després d'haver passat el cap de setmana fent gresca a fora, i tornen a desfilar, però aquesta vegada amb un to més desimbolt i burlesc, carregats d'elements representatius del lloc on han passat el cap de setmana –que pot ser des de menjar fins a obsequis i instruments d'allò més inversemblants–, acompanyats de música, petards i focs artificials.[2]